# 中北徹
中北 徹（なかきた とおる、1951年2月6日 - ）は、日本の経済学者、東洋大学名誉教授。
愛知県生まれ。1974年一橋大学経済学部卒業後、外務省に入省。1981年ケンブリッジ大学経済学大学院修了。通商産業省通商政策局事務官、外務省経済局首席事務官を経て、82年外務省退職。1990年東洋大学経済学部助教授、95年教授、04年大学院経済学研究科長、10年学校法人東洋大学理事兼評議員、同年北京大学東アジア研究所学術委員。19年日本国際問題研究所客員研究員。21年東洋大学名誉教授。日本銀行アドバイザー、官邸の諮問機関であるアジア・ゲートウェイ戦略会議で座長代理も務めた。専門は国際経済学、金融論。

## 著書
- 『銀行業の再生 カギ握る債券市場の育成』日本経済新聞社 1995
- 『国際経済学入門 21世紀の貿易と日本経済をよむ』ちくま新書　1996
- 『世界標準の時代 市場制覇の新たな条件』東洋経済新報社 1997
- 『日本銀行・市場化時代の選択』PHP新書　1999
- 『企業年金の未来 401kと日本経済の変革』ちくま新書　2001
- 『はじめて学ぶ金融論』ちくま新書 ビジュアル新書　2004
- 『入門国際経済 エコノミクス』ダイヤモンド社 2005
- 『通貨を考える』ちくま新書 2012
- 『やっぱりドルは強い』朝日新書 2013

### 共編著
- 『消費者の時代 市場原理によるリストラ戦略』編著 日本評論社 1993
- 『なぜ市場開放が必要なのか 新段階をむかえた日本経済』原田泰,浦田秀次郎共著 三田出版会 日本国際フォーラム叢書　1993
- 『住専の闇』財部誠一共著 朝日新聞社 1996
- 『WTOで何が変わったか 新国際通商ルールとは』佐々波楊子共編著 日本評論社 1997
- 『グローバル・スタンダードと国際会計基準 変容迫られる日本型経営』佐藤真良共著 経済法令研究会 1999
- 『ビビッとわかる!キャンパス・ライフの経済学』上村敏之共著 経済法令研究会 2000
- 『世界標準の形成と戦略 デジューレ・スタンダードの分析』渡部福太郎共編 日本国際問題研究所 JIIA研究 2001

## 論文
- 中北徹